# César Martín Villar
César Martín Villar (Oviedo, Astúries, 3 d'abril de 1977), és un exfutbolista professional asturià que jugava com a defensa central. Va destacar al Reial Oviedo, i va acabar la carrera a l'Hèrcules CF de la Segona Divisió. Va ser internacional amb la selecció espanyola.

## Trajectòria
Amb 18 anys, va debutar en La Lliga el 9 d'abril de 1995, en un Real Valladolid CF-Reial Oviedo (temporada 1994/95). Com a jugador ovetenc va jugar 101 partits de lliga durant unes 5 temporades en el club carbayón.
En la temporada 1999/00 va ser traspassat al Deportivo de La Corunya per 7 milions d'euros. En el club gallec li va costar assolir la titularitat per causa de diverses lesions. En el Depor ha aconseguit tots els títols a nivell estatal que existeixen (Lliga, Copa del Rei i Supercopa d'Espanya), i va assolir un subcampionat de La Lliga en la 2001/02. Ha disputat partits de Copa de la UEFA i diverses edicions de la Lliga de Campions de la UEFA. En el Deportivo va jugar en les posicions de lateral dret com en el centre de la defensa.
Va passar de puntetes pel Llevant UE i pel Bolton Wanderers abans de fitxar per l'equip alacantí de l'Hèrcules CF.

## Selecció
Ha estat internacional amb Espanya, en les seleccions sub-19, sub-21 i absoluta. Amb la selecció sub-19 va aconseguir l'Europeu de 1995 en imposar-se en la final celebrada a Katerini (Grècia), a Itàlia per 4 gols a 1. Posteriorment va jugar amb la selecció sub-21 on va arribar a ser el capità del combinat espanyol.
Ha participat en 12 ocasions amb la selecció espanyola. Va debutar amb l'absoluta sota les ordres del que era en aquells dies seleccionador espanyol José Antonio Camacho, el 18 d'agost de 1999, en un partit amistós contra Polònia disputat a Varsòvia (1-2). No va ser seleccionat per a les fases finals de l'Eurocopa 2000 ni la Copa Mundial 2002.
El 19 de novembre de 2003, va disputar el partit de tornada de la repesca de classificació per a l'Eurocopa 2004 en l'Ullevaal Stadion d'Oslo contra Noruega. La victòria per 0-3 va salvar la irregular trajectòria de la selecció espanyola en la fase prèvia. Va acudir a l'Eurocopa 2004 disputada a Portugal, on Espanya va caure en la fase prèvia superada per Grècia (posteriorment campiona) i Portugal (subcampiona). El seu últim partit com a internacional va ser el 5 de juny de 2004 en el Coliseum Alfonso Pérez de Getafe, en un amistós davant la selecció d'Andorra (4-0).

## Palmarès
- Europeu sub-19 (1995)
- Lliga espanyola (2000)
- Supercopa espanyola (200o i 2002)
- Copa del Rei (2002)

## Altres
El 2008 es va adherir a la campanya Doi la cara pola oficialidá en favor de l'oficialitat de l'asturià.